# Somatidia costifer
Somatidia costifer är en skalbaggsart som beskrevs av Thomas Broun 1893. Somatidia costifer ingår i släktet Somatidia och familjen långhorningar. Inga underarter finns listade i Catalogue of Life.